# Spærring
Ved spærring forstår man inden for typografien, at man øger afstanden mellem et eller flere ord i en linje for at udslutte den pågældende linje. Dvs. sørge for at linjen er lige så lang som de andre linjer i afsnittet. I nogle tilfælde er det i stedet nødvendigt at formindske ordmellemrummene lidt, det kaldes knibning. Den sidste linje i et afsnit spærres ikke, i stedet fyldes den op med blindmateriale som kvadrater og regletter, hvis der sættes med blytyper. 